# Отто Келер
Отто Карл Фрідріх Келер (нім. Otto Carl Friedrich Kähler; 3 березня 1894, Гамбург — 2 листопада 1967, Кіль) — німецький морський офіцер, контрадмірал крігсмаріне. Кавалер Лицарського хреста Залізного хреста з дубовим листям.

## Біографія
Учасник Першої світової війни, служив у підводному флоті. Після закінчення війни залишений у ВМФ, служив на міноносцях. З 19 березня 1938 року — командир морського навчального вітрильника «Горх Фок». З 6 вересня 1939 року — командир «сторожової охорони Захід», яка займалась організацією розвідувальних морських операцій. З 16 жовтня 1939 року — командир навчально-будівельного судна «10». провів ряд успішних розвідувальних і диверсійних операцій. Спеціаліст з організації постачання рейдерів через нейтральні порти. З 15 березня 1940 року — командир допоміжного крейсера «Тор», з яким діяв на торгових комунікаціях ворога.  З 21 липня 1941 року — начальник відділу Управління морських перевезень Імперського міністерства транспорту. З 1 липня 1942 року — офіцер зв'язку ВМФ при імперському комісарі з морських перевезень. З 16 жовтня 1942 року — начальник Відділу транспортних перевезень Командного управління ОКМ. З 5 січня 1944 року — начальник морського укріпрайону Брест. Після висадки союзників у Нормандії намагався організувати опір, але 18 вересня 1944 року був змушений капітулювати. 28 вересня 1947 року звільнений.

## Сім'я
2 січня 1954 року одружився з Урсулою фон Фрідебург, уродженою фон Гарлем (1899—2004) — вдовою генерал-адмірала Ганса-Георга фон Фрідебурга.

## Звання
- Однорічний доброволець (1 квітня 1914)
- Віцештурман резерву (13 липня 1916)
- Лейтенант-цур-зее (9 вересня 1920)
- Оберлейтенант-цур-зее (28 вересня 1920)
- Капітан-лейтенант (1 жовтня 1926)
- Корветтен-капітан (1 грудня 1933)
- Фрегаттен-капітан (1 липня 1937)
- Капітан-цур-зее (1 квітня 1939)
- Контрадмірал (1 лютого 1943)

## Нагороди
- Залізний хрест
  - 2-го класу (1 жовтня 1915)
  - 1-го класу
- Ганзейський Хрест (Гамбург; квітень 1916)
- Нагрудний знак підводника (1918)
- Почесний хрест ветерана війни з мечами
- Медаль «За вислугу років у Вермахті»
  - 4-го, 3-го і 2-го класу (18 років; 2 жовтня 1936) — отримав 3 нагороди одночасно.
  - 1-го класу (25 років; 1 квітня 1939)
- Іспанський хрест в сріблі (6 червня 1939)
- Застібка до Залізного хреста 2-го і 1-го класу
- Лицарський хрест Залізного хреста з дубовим листям
  - Лицарський хрест (22 грудня 1940)
  - Дубове листя (№583; 15 вересня 1944)
- Нагрудний знак флоту (1941)